# Gonville and Caius College

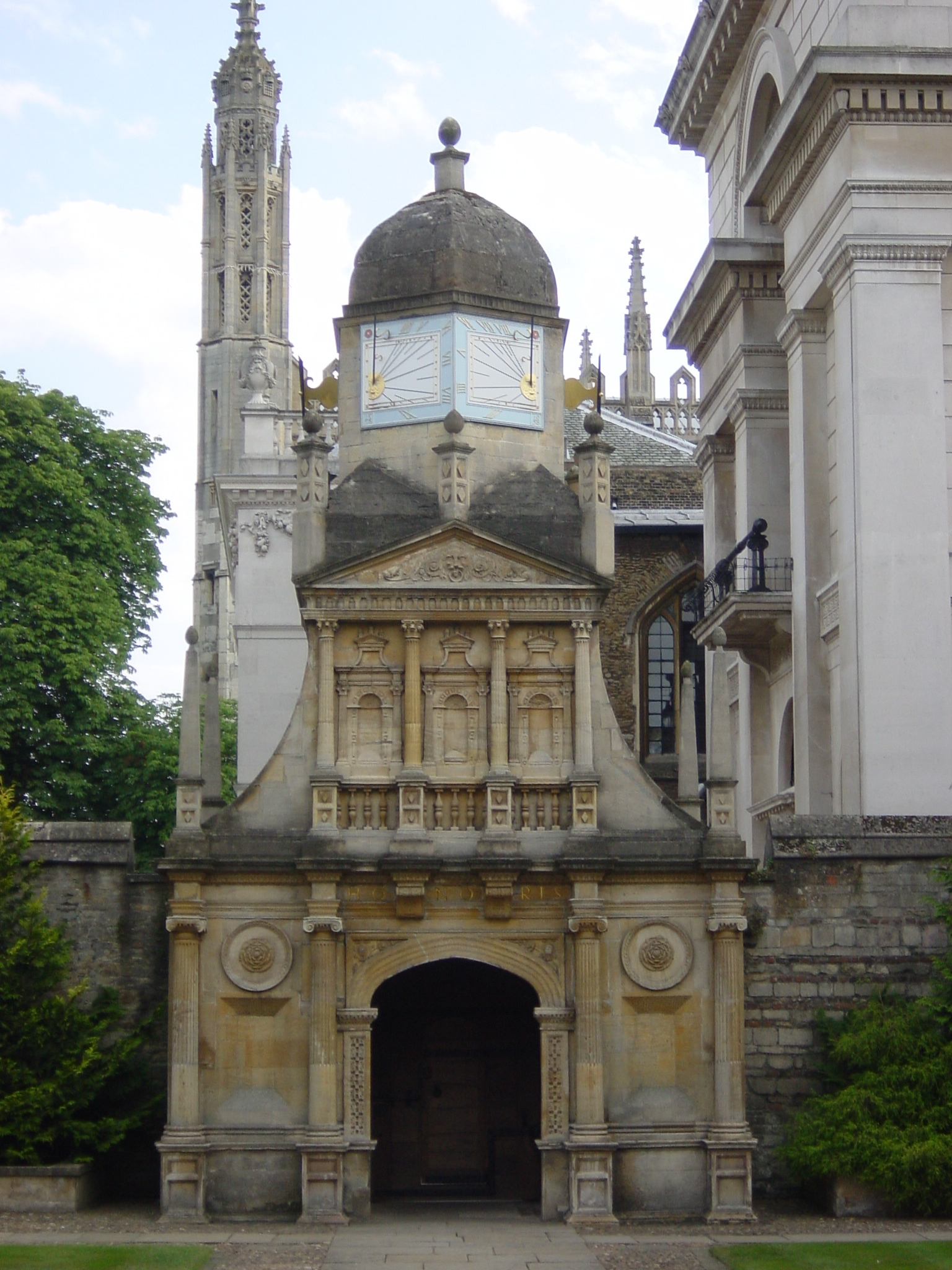
Gate of Honour im Caius Court

Das Gonville and Caius College ist das viertälteste College der englischen Universität Cambridge. Es ist auch bekannt unter dem Namen Caius (gesprochen Keys).

## Geschichte
Das College wurde 1348 von Edmund Gonville unter dem Namen Gonville Hall gegründet. Im Jahre 1557 wurde das College nach einer großzügigen Spende vom englischen Hofarzt und ehemaligen Studenten John Caius unter dem Namen Gonville & Caius College ein zweites Mal gegründet. John Caius war Master des Colleges von 1559 bis kurz vor seinem Tod im Jahre 1573.
Das College nahm 1979 erstmals Frauen als Studierende und Lehrende auf. Heute hat das College rund 110 Lehrende, 200 Angestellte und über 850 Studierende.

## Zahlen zu den Studierenden
Im Dezember 2022 waren 874 Studierende am Gonville and Caius College eingeschrieben. Davon strebten 618 (70,7 %) ihren ersten Studienabschluss an, sie waren also undergraduates. 256 (29,3 %) arbeiteten auf einen weiteren Abschluss hin, sie waren postgraduates. 152 zählten als internationale Studenten. 2020 waren es 863 Studierende gewesen, davon 253 im weiterführenden Studium, 2021 insgesamt 879.

## Berühmte Mitglieder und Alumni
- William Harvey (1578–1657) – Anatom, Entdecker des Blutkreislaufs
- George Green (1793–1841) – Mathematiker und Physiker
- John Venn (1834–1923) – Erfinder des Mengendiagramms
- David Alfred Thomas (1856–1918) – walisischer Politiker und Adeliger, Minister für Ernährungsfragen 1917–1918
- Sir Charles Sherrington (1857–1952) – Medizin-Nobelpreisträger 1932, Arbeit auf dem Gebiet der Funktionen von Neuronen
- Edward Adrian Wilson (1872–1912) – Polarforscher, starb mit Scott in der Antarktis
- Max Born (1882–1970) – Physik-Nobelpreisträger 1954
- Harold Mattingly (1884–1964) – bedeutender britischer Numismatiker
- Sir Ronald Fisher (1890–1962) – Mathematiker, spezialisiert in Genetik und Statistik
- Sir James Chadwick (1891–1974) – Physik-Nobelpreisträger 1935, Entdecker des Neutrons
- Sir Howard Florey (1898–1968) – Medizin-Nobelpreisträger 1945, Mitentdecker von Penicillin
- Harold Abrahams (1899–1978) – Olympiasieger (Film Die Stunde des Siegers)
- Joseph Needham (1900–1995) – bedeutender britischer Sinologe und Biochemiker
- Sir John Hicks (1904–1989) – Wirtschafts-Nobelpreisträger 1972
- Sir Nevill Mott (1905–1996) – Physik-Nobelpreisträger 1977 für die Elektronenstruktur in magnetischen und ungeordneten Systemen
- Milton Friedman (1912–2006) – Wirtschafts-Nobelpreisträger 1976
- Sir Richard Stone (1913–1991) – Wirtschafts-Nobelpreisträger 1984 für die Entwicklung von volkswirtschaftlichen Gesamtrechnungssystemen
- Francis Crick (1916–2004) – Medizin-Nobelpreisträger 1962, Mitentdecker der Struktur der DNA
- Antony Hewish (1924–2021) – Physik-Nobelpreisträger 1974, Entdeckung von Pulsaren
- Samuel Edwards (1928–2015) – britischer Physiker
- Stephen Hawking (1942–2018) – Physiker, Mathematiker und Lukasischer Professor
- Joseph Stiglitz (* 1943) – Wirtschafts-Nobelpreisträger 2001 für die Analyse von Märkten mit asymmetrischer Information
- Robin G. Holloway (* 1943) – Komponist und Professor am Musikinstitut der Universität
- Trevor Wooley (* 1964) – britischer Mathematiker, 2012 ausgezeichnet mit dem Fröhlich-Preis
- Alain de Botton (* 1969) – Schriftsteller und Philosoph
- Peter J. Ratcliffe (* 1954) – Nobelpreis für Physiologie oder Medizin 2019